# Castirla
Castirla (en cors Castirla) és un municipi francès, situat a la regió de Còrsega, al departament d'Alta Còrsega. L'any 1999 tenia 186 habitants.

## Demografia
| 1962 | 1968 | 1975 | 1982 | 1990 | 1999 |
| ---- | ---- | ---- | ---- | ---- | ---- |
| 185  | 185  | 206  | 184  | 145  | 186  |

## Administració
| Període | Identitat              | Partit             | Qualitat |  |
| ------- | ---------------------- | ------------------ | -------- |  |
| 2001-   | Jacques-André Tomasini | radical-socialista |          |  |